# Вартоломити (Јерменија)
Вартоломити представљају братство јерменских монаха који су отишли из Јерменије после освајања од стране египатског султана 1296. године и настанили се у Ђенови, где је за њих изграђена црква посвећена св. Вартоломеју. Касније им се придружило још јерменских монаха. На почетку су задржали јерменску Литургију по правилу св. Василија, али су касније, по дозволи папе Инокентија VI (1356) преузели латинску Литургију по правилу бл. Августина. Усвојили су доминиканске обичаје, а све привилегије им је обезбедио папа Бонифације IX. У 17. веку су почели да нестају, све до потпуног изчезавања овог реда за време понтификата Инокентија X (око 1650).